# Kōnosu, Saitama
Kōnosu (鴻巣市 Kōnosu-shi) là một thành phố thuộc tỉnh Saitama, Nhật Bản.